# Starina (okres Stará Ľubovňa)
Starina je obec na Slovensku v okrese Stará Ľubovňa. Žije zde 51 obyvatel. V obci je řeckokatolický chrám svatého Michala ze začátku 19. století.

## Poloha
Obec leží v úzkém údolí Starinského potoka, v centrální části Ľubovňanské vrchoviny, u slovensko–polské hranice. Patří do regionu Šariš a jediná přístupová trasa vede silnicí III/3138 přes Malý Lipník. Zástavba je vzdálena jen 1 kilometr jižně od řeky Poprad, která tvoří přirozenou hranici s Polskem.
Zvlněné okolí obce tvoří většinou louky a pastviny s nesouvislým lesním porostem. Výrazněji zalesněný je zejména v jižní části, z geologického hlediska jsou zastoupeny pískovce s vrstvami jílovců, na severním okraji jsou říční terasy nánosů řeky Poprad.

## Historie
Nejstarší dochovaná písemná zmínka o osadě Stara pochází z roku 1352, kdy patřila panství Plaveč. Koncem 18. století v ní stálo 34 domů s 227 obyvateli, během sčítání v roce 1828 obývalo 53 domů celkem 394 osob. Místní obyvatelé byli zejména tkalci a rolníci, kteří obhospodařovali rozsáhlé zahrady. Významnou část příjmů místního obyvatelstva tvořila těžba dřeva v okolních lesích. Těžké podmínky podhorské oblasti způsobily rozsáhlé vystěhovalectví za prací, ať už do Staré Ľubovně, Košic nebo do Česka.

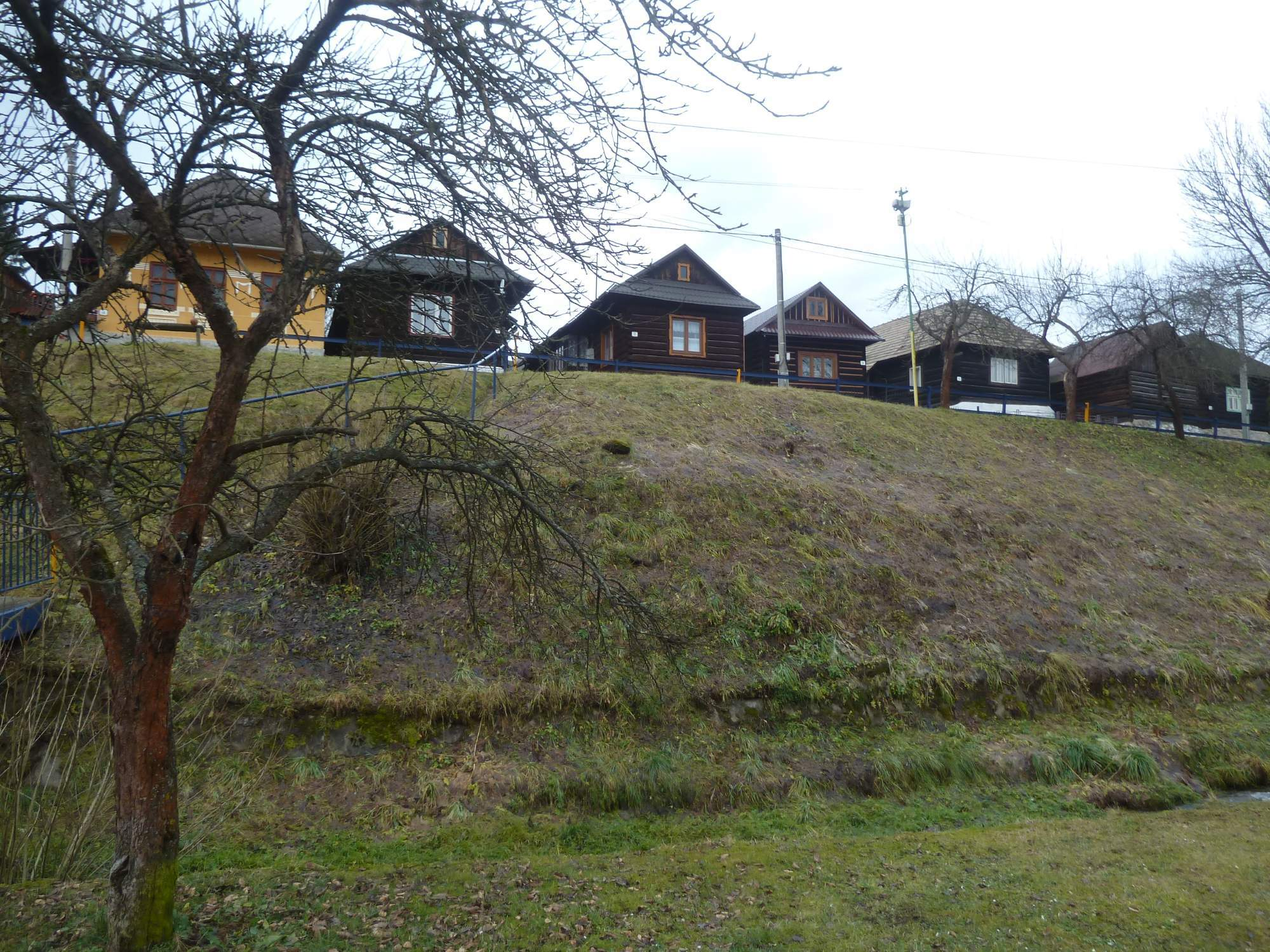
Starina, srubová zástavba